# Рим (фільм, 1972)
«Рим» (також відомий під назвою Рим Фелліні італ. Fellini Roma) — напів-біографічний фільм Федеріко Фелліні, в якому режисер згадує своє дитинство у Ріміні, а також свою юність у Римі. Фільм складається з ряду непов'язаних між собою епізодів. Петер Ґонсалес грає роль молодого Фелліні. Більшість акторів фільму є маловідомими.

## Зміст
Розповідь про Рим розпочинається із спогадів провінціала. Він вчиться у школі, і вчитель разом з класом переходить символічний Рубікон. У 1939 році молодий чоловік приїжджає на вокзал «Терміні» та приходить у будинок багатодітної сім'ї Паллетта, щоб там оселитися. Увечері він вечеряє в тратторії просто неба, як це заведено в Римі. В наші дні кіногрупа у фургоні, напханому апаратурою, об'їжджає околицю міста, знімаючи на плівку автомобілістів, повій, випадкові події, маніфестації, пробки — усе, що також є частиною міста. Іншого дня Фелліні ставить камеру на кран і намагається зняти місто з верхньої точки. Молоді люди запитують режисера, чи розповість він у своєму фільмі про соціальну боротьбу. Він відповідає, що краще вже розповість про мюзик-хол «Барафонда» часів війни. Глядач потрапляємо в мюзик-хол, де вистава йде не лише на сцені, але і в залі для глядачів: вони їдять, сперечаються, лають артистів та іноді навіть проганяють їх зі сцени. Одна жінка ставить сина між кріслами, щоб той помочився. Хтось кидає на сцену здохлу кішку, а танцюрист, що виступає там, наслідуючи Фреда Астера, кидає її назад у зал. Вистава уривається читанням новин з фронтів, а потім — повітряною тривогою. В наші дні в підземеллях міста будується метро. Робітники знаходять фрески, що прикрашали місто 2000 років тому. Але фарби тьмяніють на очах і незабаром випаровуються безслідно при зіткненні з повітрям.
Потім фільм розповідає про борделі часів війни: один був дуже скромним, в іншому обстановка була розкішною, і дівчата спускалися до відвідувачів на великому ліфті. В наші дні княгиня Домітілла живе сама у великому будинку. Вона з тугою думає про минулі веселі часи. Вона згадує їхній справжній апофеоз — показ модних колекцій для монашок, священиків і вищих представників церковної ієрархії. Фелліні і його помічники розпитують людей, що вечеряють в районі Трастевере, і у тому числі американського письменника Гора Відала. Він говорить, що Рим — столиця брехні й удаваності, оскільки в ньому перебуває уряд, церква і кінематограф — найкраще місце для того, щоб чекати кінця світу. Анна Маньяні, повертаючись додому, відмовляється дати інтерв'ю. Для Фелліні вона — і вовчиця, і весталка, тобто справжній символ Риму… Група молодих людей на мотоциклах катається по місту, і його пам'ятки миготять у світлі фар.

## У ролях
- Пітер Гонзалес
- Брітта Барнз
- Піа де Дозес
- Фіона Флоренче
- Марі Мейтленд
- Ренато Джованнолі
- Еліза Майнарді
- Поль Ру
- Галліано Сбарра
- Паоло Натале
- Марсель Жинетт Брон
- Маріо дель Ваго
- Альфредо Адамі
- Стефано Майоре
- Гор Відал
- Анна Маньяні